# Heroes (альбом Sabaton)
| Оценки критиков | Оценки критиков |
| Источник        | Оценка          |
| --------------- | --------------- |
| PlanetMosh      | [ 2 ]           |
| Angry Metal Guy | [ 3 ]           |
| Metal Observer  | [ 4 ]           |
| Metal Temple    | [ 5 ]           |
| Metal Storm     | [ 6 ]           |

Heroes — седьмой студийный альбом шведской пауэр-метал группы Sabaton, выпущенный 16 мая 2014. Это — первый альбом группы в новом составе с гитаристами Крисом Рёландом и Тоббе Энглундом, а также с новым барабанщиком Ханнесом Ван Далом. Продюсированием альбома занимался Петер Тэгтгрен (Abyss Studios). Оформлением занимался Péter Sallai, а фотографии были сделаны Ryan Garrison. Первый сингл To Hell and Back из этого альбома был выпущен посредством цифровой дистрибуции 28 марта 2014 и доступен на iTunes, Nuclear Blast, Amazon и Google Play. Второй сингл Resist And Bite был также выпущен посредством цифровой дистрибуции 2 мая 2014, доступен на iTunes, Nuclear Blast и Amazon.

## Концепция
Альбом посвящён людям, отдавшим жизнь во имя своей родины и своих идеалов.
В интервью, опубликованном на сайте Grande Rock, басист группы Пер Сундстрём сказал, что при создании альбома музыканты решили отойти от темы крупных исторических сражений и, сосредоточившись на периоде Второй мировой войны, уделить внимание отдельным личностям — тем, кто пошёл дальше чувства долга, жертвуя собой во благо других.
В частности, композиция «Smoking Snakes» была посвящена бойцам Бразильского экспедиционного корпуса, сражавшегося в Италии во время Второй мировой войны.
В 2015 году Оркестр 14-й бригады бразильской мотопехоты исполнял эту песню группы Sabaton в память о павших героях-соотечественниках.

## Список композиций
| №                   | Название | Длительность |
| ------------------- | --- | ------------ |
| 1.                  | «Night Witches» (Песня посвящена 588 ночному женскому легкобомбардировочному авиаполку (позднее преобразован в 46 гвардейский полк), получившему прозвище «Ночные ведьмы».)                                                       | 3:01         |
| 2.                  | «No Bullets Fly» (Об Инциденте Чарльза Брауна и Франца Штиглера) | 3:36         |
| 3.                  | «Smoking Snakes» (О Бразильском экспедиционном корпусе в Италии во время Второй мировой войны.) | 3:15         |
| 4.                  | «Inmate 4859» (О Витольде Пилецком, организаторе Сопротивления в Освенциме и участнике Варшавского восстания.) | 4:26         |
| 5.                  | «To Hell and Back» (Об Оди Мёрфи, американском солдате, удостоившимся всех военных наград США, а после войны страдавшем от посттравматического стрессового расстройства.)                                                         | 3:27         |
| 6.                  | «The Ballad of Bull» (О капрале Лесли «Быке» Аллене - солдате австралийской армии, награждённом Серебряной звездой США за спасение 12 раненых американских солдат в Кампании на Папуа Новая Гвинея во время Второй мировой войны) | 3:53         |
| 7.                  | «Resist and Bite» (Об Арденнских егерях, доблестно оборонявшихся в Битве за Бельгию в мае 1940 года.) | 3:27         |
| 8.                  | «Soldier of 3 Armies» (О Лаури Тёрни, солдате финской армии, сил СС и армии США.) | 3:37         |
| 9.                  | «Far from the Fame» (О Кареле Яноушеке, организаторе чехословацкого подразделения ВВС Великобритании, маршале. В 1948—1960 находился в заключении по политическим мотивам.)                                                       | 3:47         |
| 10.                 | «Hearts of Iron» (12-я и 9-я армии Вермахта в преддверии разгрома советскими войсками создали коридор для перехода беженцев и солдат на Запад.)                                                                                   | 4:28         |
| Общая длительность: | Общая длительность: | 37:00        |

| №                   | Название | Длительность |
| ------------------- | --- | ------------ |
| 11.                 | «7734» (В переводе с калькуляторного кода песня 7734 (перевёрнутое слово «hELL») означает «Ад», песня посвящена павшим солдатам и загробному миру. Изначально выпущена на альбоме Metalizer.) | 3:33         |
| 12.                 | «Man Of War» (Песня-трибьют американской группе Manowar. Текст представляет собой компиляцию строчек из песен Manowar.)                                                                       | 3:48         |
| Общая длительность: | Общая длительность: | 44:21        |

Эти 2 последние композиции входят в диджипак.

### Бонусные треки
Присутствуют только на ограниченном издании альбома
| №                   | Название                                        | Длительность |
| ------------------- | ----------------------------------------------- | ------------ |
| 13.                 | «For Whom the Bell Tolls» (Кавер на Metallica.) | 5:23         |
| 14.                 | «En hjältes väg» (Кавер на Raubtier)            | 4:26         |
| 15.                 | «Out of Control» (Кавер на Battle Beast.)       | 3:36         |
| Общая длительность: | Общая длительность:                             | 57:42        |

## Участники записи
- Йоаким Броден — вокал, клавишные, ритм-гитара (Resist and Bite)
- Пер Сундстрём — бас-гитара
- Крис Рёланд — ритм-гитара, бэк-вокал
- Тоббе Энглунд — соло-гитара, бэк-вокал
- Ханнес Ван Дал — ударные